# Mekele
Mekele o Mek'ele (amhárico: መቀሌ, Mäk'äle) es una ciudad y un woreda del norte de Etiopía, constituye la capital de la Región Tigray y es la quinta más poblada del país. Está ubicada en el woreda Enderta, en la Zona Debubawi, a 650 kilómetros al norte de Adís Abeba, la capital del país.

## Características
Mekele es uno de los principales centros económicos y universitarios del país. Constituye, además, el principal productor de cemento de Etiopía. En sus márgenes, recientemente, se habilitó el Aeropuerto Internacional Alula Aba, el cual cuenta con una pista de despegue de 3604 metros de longitud.
En el año 2000 se creó la Universidad de Mekele, gracias a la fusión de la Escuela de Negocios de Mekele y el Mekelle University College. En la ciudad se encuentra, además, la sede de la Misión de las Naciones Unidas para Etiopía y Eritrea.
Existen dos grandes hitos urbanos que caracterizan a la ciudad, por un lado, el monumento al FPLT (Frente Popular de Liberación de Tigray) en conmemoración de la lucha contra el régimen comunista etíope, visible desde la mayor parte de la ciudad. Por otro lado, está el palacio de Yohannes IV, en la margen norte de la ciudad. Fue construido para el emperador, por el arquitecto italiano Giacomo Naretti, en 1884. El complejo sigue en pie y actualmente alberga un museo, que exhibe el trono real del emperador, su dormitorio, vestidos ceremoniales, armas y una serie de otras colecciones históricas.
La ciudad destaca también, por la presencia de numerosas iglesias ortodoxas etíopes. Cuenta además con un estadio de fútbol para 10 000 espectadores, el cual sirve de sede a los equipos de la Primera división de la Liga Etíope, Trans Ethiopia y Guna Trading F.C.

## Historia
Según los historiadores locales, Mekele fue fundada en el siglo XIII. Mekele fue una de las principales ciudades de la provincia Enderta junto a Entalo. Su apogeo llegó más tarde a finales del siglo XIX, después de que Yohannes IV fuera coronado rey de reyes de Etiopía, eligiendo Mekele como la capital de su reino. Fue en este punto, en junio de 1888, cuando su hijo y heredero, Ras Araya Selassie, murió de viruela al tiempo que organizaba un ejército para apoyar a su padre. Después de la muerte Yohannes en la batalla de Metemma, su sucesor el emperador Menelik II marchó a Mekele 23 de febrero de 1890, donde aceptó la presentación de los nobles de Tigray, a excepción de Mangesha Yohannes con el que presentaría su cita veinte días después.

## Demografía
De acuerdo a la estimación de población de 2005 de la Agencia Central de Estadística de Etiopía la ciudad poseía 169.207 habitantes, de los cuales 85 878 eran hombres y 83 331 mujeres. El censo de 1994, por su parte señalaba una población de 96 938 habitantes, de los cuales 45 729 eran hombres y 51 209 mujeres.